# The Moss Flora of King George Island Antarctica
The Moss Flora of King George Island Antarctica (abreviado Moss Fl. King George Island Antarctica) es un libro con ilustraciones y descripciones botánicas que fue escrito por el botánico polaco Ryszard Ochira y publicado en Cracovia por la Academia de Ciencias de Polonia en el año 1998.